# Claudio Caniggia
Claudio Paul Caniggia (Henderson, 9 de janeiro de 1967) é um ex-futebolista argentino que atuava como atacante.
Conhecido por ter marcado o gol que eliminou a Seleção Brasileira na Copa do Mundo de 1990, foi um dos maiores jogadores da história da Seleção Argentina. Também é considerado um dos grandes atacantes da década de 1990. Por conta de sua velocidade ganhou o apelido de El Pájaro e Hijo del Viento. Também é considerado o atleta futebolístico mais rápido dos anos 1990[carece de fontes?].

## Carreira

### River Plate
Revelado pelo River Plate em 1985, Caniggia permaneceu três temporadas nos Millonarios, realizando 53 jogos e marcando 8 gols. Foi o suficiente para que o Verona contratasse o atacante em 1988. Ficou apenas uma temporada no clube, marcando apenas três gols em 21 partidas.

### Atalanta e Roma
Em 1989, assinou com a Atalanta, clube onde obteve mais destaque em terras italianas e onde viveria sua melhor fase. Até 1992, realizou 85 partidas e marcou 26 gols. Deixaria o clube de Bérgamo neste ano para atuar na Roma, porém, nas duas temporadas nos giallorossi, teve atuação discreta: em 15 jogos, marcou apenas quatro gols, além de ter sido pego no antidoping por uso de cocaína, em 1993.

### Benfica
No Benfica, o atacante disputou 34 jogos e marcou 16 gols, antes de regressar à Argentina em 1995. Neste ano, surpreendeu ao assinar com o Boca Juniors, frustrando a torcida do River Plate, onde Caniggia iniciara a carreira dez anos antes. Nos Xeneizes, o atacante reeditou a parceria com Diego Maradona, protagonizando uma cena curiosa com El Pibe de Oro: ao comemorar um de seus gols no Superclássico entre Boca e River, Caniggia beijou Maradona, e ambos classificaram o fato como "El beso del alma" (O beijo da alma, em português). Até 1998, foram 74 jogos e 32 gols marcados. Outra curiosidade é que após o suicídio de sua mãe, em setembro de 1996, o atacante ficou ausente de vários jogos do Boca Juniors.

### Retorno a Atalanta
Em 1999, voltaria a defender a Atalanta, mas seu desempenho foi inferior em relação à primeira passagem: foram apenas 17 partidas, com um gol marcado. Ao ser contratado pelo Dundee em 2001, El hijo del viento iniciaria uma passagem razoável pelo futebol escocês. Pelos Dees, atuou em 21 jogos, marcando sete gols. Teve ainda uma passagem destacada pelo Glasgow Rangers, onde atuaria por três temporadas (2001-03). Foram 12 gols marcados em 50 partidas.

### Final de carreira
Caniggia passou ainda pelo Qatar SC entre 2003 e 2004, marcando 5 gols em 15 partidas, até encerrar sua carreira pela primeira vez, aos 37 anos.
Entretanto, o atacante foi convencido a retomar a carreira em 2012, aos 45 anos de idade, para disputar a fase preliminar da Copa da Inglaterra pelo Wembley, clube da nona divisão. Além de Caniggia, os ingleses Graeme Le Saux, Martin Keown, Ray Parlour, David Seaman e Danny Dichio, o norte-americano Brian McBride e o boliviano Jaime Moreno cancelaram suas respectivas aposentadorias pelo mesmo motivo. Um representante do clube afirmou que as contratações foram feitas pela cervejaria Budweiser, numa jogada de marketing.
Com Terry Venables, ex-técnico da Seleção Inglesa de Futebol, no comando técnico, o Wembley disputou a fase preliminar com o Langford, derrotado por 3 a 2 - um dos gols foi marcado por Caniggia, eleito o destaque da partida.

## Seleção Argentina
Pela Seleção Argentina, jogou entre 1987 e 2002, realizando 50 partidas e marcou 16 gols. Disputou três Copas do Mundo: 1990 (na qual marcou o gol que eliminou o Brasil, após passe de Maradona), 1994 e 2002.
Disputou ainda três edições da Copa América (1987, 1989 e 1991), além da Copa Rei Fahd de 1992 e a Copa Artemio Franchi de 1993. Problemas com o técnico Daniel Passarella inviabilizaram a presença de Caniggia na Copa de 1998, além das edições de 1995 e 1997 da Copa América.

### Copa de 2002
Em sua derradeira Copa, Caniggia não entrou em campo nas três partidas da Argentina, que cairia na primeira fase. Protagonizou mais uma cena curiosa: mesmo ficando entre os reservas na partida frente à Suécia, foi expulso no intervalo após reclamar de uma falta em Ariel Ortega.

## Títulos
River Plate
- Campeonato Argentino: 1985–86
- Copa Libertadores da América: 1986
- Copa Intercontinental: 1986
- Copa Interamericana: 1986

Rangers
- Scottish Premier League: 2002–03
- Copa da Liga Escocesa: 2001–02, 2002–03
- Copa da Escócia: 2001–02, 2002–03

Qatar SC
- Prince Cup: 2003–04

Argentina
- Copa América: 1991
- Copa das Confederações FIFA: 1992
- Copa Artemio Franchi: 1993[14]